# Черных, Алексей Владимирович
Алексей Владимирович Черных (26 апреля 1980, село Сростки, Бийский район, Алтайский край — 23 декабря 2023, Москва) — российский актёр театра и кино, мастер озвучивания (дубляжа). Обладатель первой независимой театральной премии новой России «Хрустальная Турандот» (2007) за «лучший дебют сезона», а также лауреат крупнейшего открытого российского кинофестиваля «Киношок» за «лучшую мужскую роль» в фильме «Сын» (2014).

## Биография

### Ранние годы
Алексей Черных родился 26 апреля 1980 года в селе Сростки, Бийского района Алтайского края в семье простых работящих людей - отец Алексея был трактористом, мать - тех.работником. По профессии родители Алексея не имели отношения к искусству, но их сын оказался очень талантливым и творческим ребёнком. Этот талант увидели в юном мальчике Алексее и выдающиеся работники культуры Алтайского края - Юрий Викторович Фоминых (художественный руководитель Сростинского дома культуры) и Надежда Алексеевна Ядыкина (педагог Алтайского краевого колледжа культуры и искусств).
Из воспоминаний Н.А.Ядыкиной: «Алёша рос «неслушником», но талантливым ребёнком».
В детстве Алексей был участником детского ансамбля «Шукшинята» под руководством Н.А. Ядыкиной. А затем поступил в Алтайский Краевой Колледж Культуры и Искусств и окончил его по специальности «Дирижёр хорового отделения».

«Сростинцы гордятся Алексеем Черных. В детском отделе МКУ БРМ библиотеки под эгидой года кино в этом 2016 году работает и будет работать выставка «Актёр из Сросток». Фотографии представлены из семейного архива мамы Алексея – Л.А. Черных. Проходят экскурсии не только для детей и жителей села, но и для гостей.
Алексей Черных бывал в Сростках, и вот что он написал о Надежде Алексеевне. Текст с выставки:
«В меня много труда вложила Надежда Алексеевна Ядыкина, руководитель детского ансамбля «Шукшинята». Всегда, когда звоню маме, спрашиваю о Надежде Алексеевне. Мама говорит, мол, старенькая, крепится, но в шляпке! «Молодец!» – говорю я. – До сих пор она поет.
Сколько бзиков моих связано с ней. Я, будучи солистом «Шукшинят», топал. Кричал «идите вы…далеко!» и уходил. Любой другой учитель после таких фокусов не пустил бы меня на порог, но Надежда Алексеевна терпеливо ждала. Через неделю я приходил, снова плакал и просил прощения. Она гладила меня по головке и говорила: «Я знала, что ты придешь». Я до сих пор преклоняюсь перед ней».

### Карьера
Некоторое время после колледжа Алексей успел поработать в Алтайском крае - в Алтайском доме культуры и в школе.
Затем он решил уехать в Москву и поступать в театральный институт. Алексей с успехом прошёл отборочные туры во многие столичные театральные вузы, но выбрал учиться именно в Школе-студии МХАТ.
В 1999 году Алексей Черных был зачислен на актёрский факультет Школы-студии МХАТ под руководством заслуженных артистов России Дмитрия Брусникина и Романа Козака.

«На дипломные спектакли курса было не попасть. Особенной популярностью пользовались «Несколько дней из жизни Алёши Карамазова». Черных играл там Ракитина — шустрого, бесшабашного, свободных принципов юношу, приятеля Карамазова-младшего. На контрасте этих двух героев держалась основная линия спектакля. Уже тогда было понятно, что Алексею ближе всего «костюмный» театр: классический текст он произносил, как свой собственный, а в стилистике существовал как рыба в воде.
По окончании Школы-студии в 2003 году Алексей Черных был принят в труппу московского театра Et Cetera, в котором стал одним из ведущих артистов. Дебютная роль артиста - «Бузан, нотариальный клерк и поэт по призванию» была в спектакле «Люсьет Готье, или стреляй сразу!» по пьесе Ж.Фейдо в постановке А.Морфова. За роль Бузана Алексей Черных был удостоен награды 
IX театрального фестиваля “Московские дебюты”, Сезон 2003-2004.

Следующей выдающейся актёрской работой Алексея Черных стала роль Доктора Полякова в спектакле Морфий по М.Булгакову в постановке В.Панкова.

«У каждого актёра в биографии должна случаться роль, после которой о нём начинают говорить с глубокой заинтересованностью. У Алексея такой ролью стал доктор Поляков, главный герой повести Михаила Булгакова «Морфий». Когда режиссёр и композитор Владимир Панков начал работу над спектаклем по «Морфию», многих занимало, кто же станет Поляковым. Ибо этот образ очень близок по психофизике самому Панкову. Возможно, подсознательно режиссёр подбирал исполнителя по этому принципу. И некое сходство на глубинном уровне существует. Но Панкову, как нельзя лучше удалось раскрыть индивидуальность молодого человека, и позволить Алексею войти в число наиболее перспективных актёров столицы.
«Морфий» сконструирован в жанре «СаунДрамы»: музыка является первичной, на неё нанизывается текст, и за счёт этого соединения возникает мощный эмоциональный ряд. Такая плотность действия требует от исполнителей предельной концентрации.
Алексей Черных подробно, с физиологической точностью, и при этом абсолютно ненавязчиво отображает делающиеся с Поляковым метаморфозы. Ведёт своего героя от юношеской легкости к мужской зрелости, от экстаза к распаду, от влюбленности в мир к полному отторжению самого процесса жизни. И уходит герой на вдохе, не умирает даже, а отдаётся на милость пространства. Но даже когда Полякова уже нет, остаётся ощущение невыносимой боли — боли, спрятанной в его глазах и не нашедшей выхода. 
Боли человека, не сумевшего вписаться в этот мир. 

Молодому актёру удалось выявить в этой роли очень важные сегодняшние мотивации. Обобщить многие показательные черты сегодняшнего героя, наличествующего как на подмостках, так и в окружающей нас жизни.»
Алина Никольская, «Театральная касса».
За роль доктора Полякова в спектакле Морфий Алексей Черных был удостоен награды Первой Театральной Премии «Хрустальная Турандот» (Лучший Дебют Сезона) 2007.
После первой работы с В.Панковым Алексей Черных начал сотрудничать с режиссёром и студией SounDrama и далее. 
Алексей сыграл в спектаклях:
- ГОГОЛЬ.ВЕЧЕРА. СОРОЧИНСКАЯ ЯРМАРКА (по повести Н.В. Гоголя «Сорочинская ярмарка») 2008
- ГОГОЛЬ.ВЕЧЕРА. НАКАНУНЕ ИВАНА КУПАЛА (по повести Н.В. Гоголя «Вечер накануне Ивана Купала») 2009
- Я, ПУЛЕМЁТЧИК (по пьесе Юрия Клавдиева) 2010

Алексей Черных также принимал участие в спектаклях Московского театра Театр.doc. Один из которых - «9 месяцев, 40 недель» (Авторы пьесы и режиссеры: Алексей Куличков, Сергей Шевченко). "Вербатим про рожениц, которых играют девять исключительной красоты мужчин."
Главная роль Алексея Черных в фильме «Сын» имела успех и принесла ему награды открытого российского фестиваля «Киношок»  и Шукшинского кинофестиваля.
По мнению обозревателя «Независимой газеты» Марии Токмашевой, Алексею Черных была свойственна органичность в кадре.
В последние годы жизни Алексей Черных жил на родине в Алтайском крае.
Там он работал проводником для туристов.
У Алексея было также много творческих идей и планов. Он задумывал инсценировку одного из романов Ф.Достоевского и мечтал воплотить свою идею на сцене, вернувшись в столицу и большое искусство.
Но волею судьбы, Алексей вернулся в столицу, чтобы проводить в последний путь и проститься со своей коллегой и другом - актрисой Татьяной Владимировой. 
Известие о её кончине, потрясло всю театральную общественность.
На её похороны, с Горного Алтая, специально прилетел и А.Черных.
Никто и представить не мог, что этот визит станет последним в жизни 43-летнего актёра.
Алексей Черных умер от инфаркта 23 декабря 2023 года в Москве.

### Личная жизнь
Последней официальной женой Алексея Черных была выпускница Воронежского художественного училища и артистка балета Олеся Шамарина. В браке у пары родился сын Егор Алексеевич Черных (род. 30 мая 2011). Мальчик был очень желанным и любимым ребёнком для своего отца. Но семейная жизнь не продлилась долго, и спустя несколько лет супруги развелись.

## Фильмография
- 2017 — Цена молчания (следователь)
- 2017 — Ошибка молодости (Борис, вымогатель)
- 2017 — Нашла коса на камень (Денис)
- 2016 — Вижу — знаю (Аркадий Пестов, конферансье)
- 2015 — Я знаю твои секреты (Андрей Ерохин/Тарас)
- 2015 — Любовная сеть
- 2015 — Ищейка-1 (Николай Морозов, сутенёр), 2 серия
- 2015 — Жаклин (короткометражный)
- 2014 — Сын (Андрей — главная роль)
- 2014 — Московская борзая (Олег Бутов, грабитель)
- 2014 — Летний день (короткометражный); (сын)
- 2014 — Криминальное наследство (Дмитрий Владимирович, следователь)
- 2014 — Беспокойный участок (бандит)
- 2013—2014 — Неформат (Павел Красин, папарацци)
- 2013 — Пятая стража
- 2012 — Мент в законе-5 (Гуньков, Косарь)
- 2012 — Доктор (водила)
- 2012 — Бигль (Вячеслав Баранов), 16-я серия
- 2011 — Мамочки (Русс)
- 2011 — Замок эльфов (короткометражный)
- 2010 — Закон и порядок. Отдел оперативных расследований-4 (Роман Скобин), 16 серия
- 2010 — Глухарь-3 (Худой), 37 и 38 серия
- 2009 — Иван Грозный (царевич Иван)
- 2007 — Закон и порядок: Отдел оперативных расследований−1 (Лёня Маслов), фильм 5-й
- 2007 — Барабаны в ночи (фильм-спектакль); прохожий
- 2005 — МУР есть МУР-2 (Виктор Чекунов, старший лейтенант)
- 2003 — Сыщики-2 (Гена), фильм 5-й
- 2001 — Саломея (не был завершён); парень с балалайкой
- 2001 — Лиса Алиса (Блинов Витька)
- 2001 — 101-й километр (Трекало)

## Театральные работы

### Театр «Et cetera»
- «Люсьет Готье, или Стреляй сразу!» по пьесе Жоржа Фейдо 2003
- «Барабаны в ночи» 2007
- «Пожары» 2007
- «Морфий» по Михаилу Булгакову 2006
- «451 по Фаренгейту» 2007
- «Продюсеры» 2009

### Студия SounDrama
- «Гоголь. Вечера. Сорочинская Ярмарка» (по повести Н. В. Гоголя «Сорочинская ярмарка») 2008
- «Гоголь. Вечера. Накануне Ивана Купала» (по повести Н. В. Гоголя «Вечер накануне Ивана Купала») 2009
- «Я, Пулемётчик» (по пьесе Юрия Клавдиева) 2010

### Театр.doc
- «9 месяцев/40 недель» 2012

## Озвучивание
- 2017 — Сердце из стали (Гонконг, Китай); Лин Дон, роль Джеки Чана
- 2016 — Роковое влечение (Бельгия, Франция)
- 2012 — Голодные игры
- 2013 — Тор 2: Царство тьмы
- 2013 — Голодные игры: И вспыхнет пламя
- 2013 — Железный человек 3
- 2014 — Первый мститель: Другая война (Сэм Уилсон / Сокол)
- 2015 — Мстители: Эра Альтрона
- 2016 — Первый мститель: Противостояние (Сэм Уилсон / Сокол)
- 2014—2015 — Тяжёлый случай (США); Барракуда
- 2015 — Головоломка
- 2014 — Феи: Загадка пиратского острова (Джеймс Крюк)
- 2016 — Тролли (Купер)
- 2016 — Кунг-фу панда 3 (Мастер Медведь)
- 2016 — Dota 2 (Monkey King)
- 2017 — Смурфики: Затерянная деревня
- 2018 — Мстители: Война бесконечности (Сэм Уилсон / Сокол)
- 2019 — Мстители: Финал (Сэм Уилсон / Сокол)
- 2015—2016— Лучшие друзья навсегда (сериал) - актёр и режиссёр дубляжа

## Фестивали и премии
- Хрустальная Турандот — победа в номинации за «лучший дебют сезона» (2007)[1]
- Киношок — победа за «лучшую мужскую роль» в фильме «Сын» (2014)[4]